# Stanage Edge
Stanage Edge est un escarpement de grès à gros grains britannique relevant du parc national de Peak District, à la frontière entre le Derbyshire et le Yorkshire du Sud, en Angleterre. Son point culminant est le High Neb, qui atteint 458 mètres d'altitude.